# ليون رودجرز
ليون رودجرز (بالإنجليزية: Leon Rodgers)‏ مواليد 19 يونيو 1980، هو لاعب كرة سلة أمريكي. بدأ مسيرته الاحترافية في سنة 2002. يبلغ طوله 6 قدم 5.5 بوصة (2.0 م).

## المسيرة الاحترافية
لعب مع أورليان لواريت في الدوري الفرنسي في موسم 2003–2004، ثم لعب مع ماتريكس ماجيكس في موسم 2004–2005، ثم لعب مع نادي دين بوش لكرة السلة من سنة 2005 إلى 2007، ثم لعب مع أرتلاند دراغونز في الدوري الألماني في موسم 2007–2008، ثم لعب مع جيلين نورثيست تايجرز في الدوري الصيني من سنة 2008 إلى 2010، ثم لعب مع شانشي بريف دراجونز في موسم 2010–2011.

## الإنجازات
- الدوري الهولندي لكرة السلة (2): 2005–06. 2006–07
- كأس ألمانيا لكرة السلة (1): 2007–08
- الدوري الفنزويلي لكرة السلة (1): 2012

## روابط خارجية
- ليون رودجرز على موقع الدوري الأوروبي لكرة السلة (الإنجليزية)
- ليون رودجرز على موقع كرة السلة الأوروبية.كوم (الإنجليزية)
- ليون رودجرز على موقع كلية كرة السلة في سبورتس رفرنس.كوم (الإنجليزية)
- ليون رودجرز على موقع ريلجم (الإنجليزية)
- ليون رودجرز على موقع بروبوليرز (الإنجليزية)
- ليون رودجرز على موقع سبورتس رفرنس (الإنجليزية)